# 中島怜利
中島 怜利（なかしま れいり、1997年〈平成9年〉11月7日 - ）は、日本の陸上競技選手、YouTuber。所属クラブはTRIGGER Athlete Clubで、同クラブの代表も務める。妻は元陸上選手の髙松智美ムセンビ（現姓：中島）。

## 経歴
兵庫県姫路市出身。姫路市立大白書中学校、倉敷高等学校、東海大学体育学部競技スポーツ学科卒業。
大白書中時代は全国大会などの出場は無く、初の全国大会は倉敷高校1年次の東京国体少年男子B3000mである。倉敷高校2年次に出場した山梨インターハイでは3000mSCにて、9分08秒38の記録で予選通過。決勝では14位の好成績を残したが、後に自身のYouTubeにて「ハードルすら飛んだ事が無く、道路にある車両通行禁止用の柵を飛び越えて感覚を掴んだ」と述べている。
後に黄金世代と呼ばれるようになる鬼塚翔太、館澤亨次、關颯人などと共に東海大学に入学。1年次から箱根駅伝に出場すると、59分台の好記録で6区区間8位でシード権獲得に貢献した。その後、大学3年次の第95回箱根駅伝では、自身は3年連続3度目の6区で当時区間歴代3位の58分06秒で走破。見事東海大学の初優勝に貢献した。
2020年3月に大学を卒業後は実業団の大阪ガスに入社。2021年1月に退社し、プロランナーに転向。合同会社クラブトリガーを設立し、代表に就任。自ら選手活動を行いながら、ランニングスクール運営、陸上競技大会の企画・運営のほか、YouTubeチャンネル（レイリーチャンネル）を立ち上げYouTuberとしても活動している。
2023年7月28日に、陸上元日本代表(アジアジュニア選手権・アジアジュニアクロカン)の髙松智美ムセンビとの結婚を発表した。

## 人物・エピソード
- 約60体のポケモンのぬいぐるみと暮らしている。
- 妻は元陸上選手の中島智美ムセンビで、夫婦で千葉県松戸市にてジュニアランニングクラブを経営している。

## 成績

### 主な戦績
| 年   | 大会                                     | 種目(区間)     | 順位    | 記録         | 備考     |
| ---- | ---------------------------------------- | -------------- | ------- | ------------ | -------- |
| 2013 | 第68回国民体育大会                       | 3000m          | 予選8位 | 8分42秒22    | 決勝進出 |
| 2014 | 第67回全国高等学校陸上競技対校選手権大会 | 3000msc        | 14位    | 9分21秒92    |          |
| 2015 | 第66回全国高等学校駅伝競走大会           | 6区(5.0km)     | 区間2位 | 14分26秒     |          |
| 2017 | 第93回東京箱根間往復大学駅伝競走         | 6区            | 区間8位 | 59分56秒     |          |
| 2017 | 第96回関東学生陸上競技対校選手権大会     | ハーフマラソン | 12位    | 1時間6分00秒 |          |
| 2018 | 第94回東京箱根間往復大学駅伝競走         | 6区            | 区間2位 | 58分36秒     |          |
| 2018 | 2018日本学生陸上競技個人選手権大会       | 5000m          | 4位     | 13分54秒52   |          |
| 2018 | 第30回出雲全日本大学選抜駅伝競走         | 3区            | 12位    | 26分12秒     |          |
| 2019 | 第95回東京箱根間往復大学駅伝競走         | 6区            | 区間2位 | 58分06秒     | 総合優勝 |